# أديتي راو حيدري
أديتي راو حيدري (بالإنجليزية: Aditi Rao Hydari)‏ ممثلة هندية ولدت في (28 من أكتوبر عام 1986) بحيدر آباد الهند، وقد لعبت ادوار مهمة في عدة أفلام ناجحة كفيلم Boss رفقة نجوم كبار كأكشاي كومار وفيلم لندن باريس نيويورك (فيلم).

## قائمة الأفلام
| السنة | الفيلم                       | الدور            | اللغة          | الملاحظات                                                                                        |
| ----- | ---------------------------- | ---------------- | -------------- | ------------------------------------------------------------------------------------------------ |
| 2006  | Prajapathi                   | Savithri         | لغة ماليالامية |                                                                                                  |
| 2007  | Sringaram                    | Madhura/Varshini | Tamil          |                                                                                                  |
| 2008  | Delhi 6                      | Rama Bua         | لغة هندية      |                                                                                                  |
| 2009  | Yeh Saali Zindagi            | Shanti           | Hindi          |                                                                                                  |
| 2011  | روكستار                      | Sheena           | Hindi          | Nominated: Apsara Award for Best Actress in a Supporting Role                                    |
| 2012  | London, Paris, New York      | Lalitha Krishnan | Hindi          |                                                                                                  |
| 2013  | Murder 3                     | Roshni           | Hindi          | Nominated: BIG Star Entertainment Awards for Most Entertaining Actor in a Thriller Film – Female |
| 2013  | الزعيم (فيلم 2013)           | Ankita Thakur    | Hindi          |                                                                                                  |
| 2014  | خوبسورات                     | Kiara            | Hindi          | Cameo                                                                                            |
| 2015  | Guddu Rangeela               | Baby             | Hindi          |                                                                                                  |
| 2015  | The Legend of Michael Mishra | TBA              | Hindi          | Post-production                                                                                  |
| 2015  | Aur Devdas                   | Chandramukhi     | Hindi          | Filming                                                                                          |
| 2016  | وزير                         | Ruhana Ali       | Hindi          |                                                                                                  |